# Троїцька церква (Чернецов)
Троїцька церква (Свято-Троїцький храм) (рос. Троицкая церковь)  — церква у хуторі Чернецов, Ростовська область, в даний час не функціонує і перебуває в напівзруйнованому стані. Про первозданний зовнішній вигляд храму можна отримати уявлення лише за архівними матеріалами.

## Історія
Храм в сучасному Чернецове просили побудувати ще в 1877 році, коли землевласник Семен Данилович Соколов за дорученням селянської громади селища Чернецовского направив петицію в Донську єпархію «про дозвіл побудови церкви» (в цьому селищі). Згідно з рапортом, написаним Каменським благочинним В. Пашинським, це прохання спершу не була задоволене. Проте через чотири роки, в 1882 році Троїцький храм був зведений на гроші прихожан. В описі було зазначено, що будинок був кам'яним з дзвіницею (другий поверх дзвіниці дерев'яний), дах зробили з дерева і покрили листами заліза. У жовтні 1882 року Святійшим Синодом був затверджений штат церкви: священик, дяк, просфорня. З 3 грудня 1885 року розпочала роботу церковно-приходська школа.
У часи радянської влади дзвіниця храму була знищена, куполи поскидали, і храм тривалий час використовувався як сховище зерна. Навпроти храму звели Чернецовский сільський будинок культури, вікна якого в наші дні виходять на церкву Святої Трійці.